# Amílcar Henríquez
Amílcar Henríquez Espinoza (Panama, 2 agosto 1983 – Colón, 15 aprile 2017) è stato un calciatore panamense, di ruolo centrocampista.

## Carriera

### Club
Nato a Panama, inizia la carriera con l'Árabe Unido. Passa per una stagione in Costa Rica, al Santacruceña, prima di trasferirsi in Colombia nel 2009, allo Huila. Nel luglio 2012 passa all'Independiente Medellín. Dopo essere tornato per una stagione all'Árabe Unido, torna in Colombia, al Real Cartagena nel dicembre 2014.
Nel marzo 2015 rescinde il contratto per motivi disciplinari e a giugno passa all'América Cali.

### Nazionale
Debutta con la Nazionale maggiore nel febbraio 2005 nella Coppa delle nazioni UNCAF, contro El Salvador. Ha disputato le edizioni 2007, 2009 e 2011 della CONCACAF Gold Cup,
Viene convocato per la Copa América Centenario del 2016.

## Morte
È stato ucciso a colpi di pistola il 15 aprile 2017, all'età di 33 anni, mentre usciva dalla sua abitazione.